# 入地站

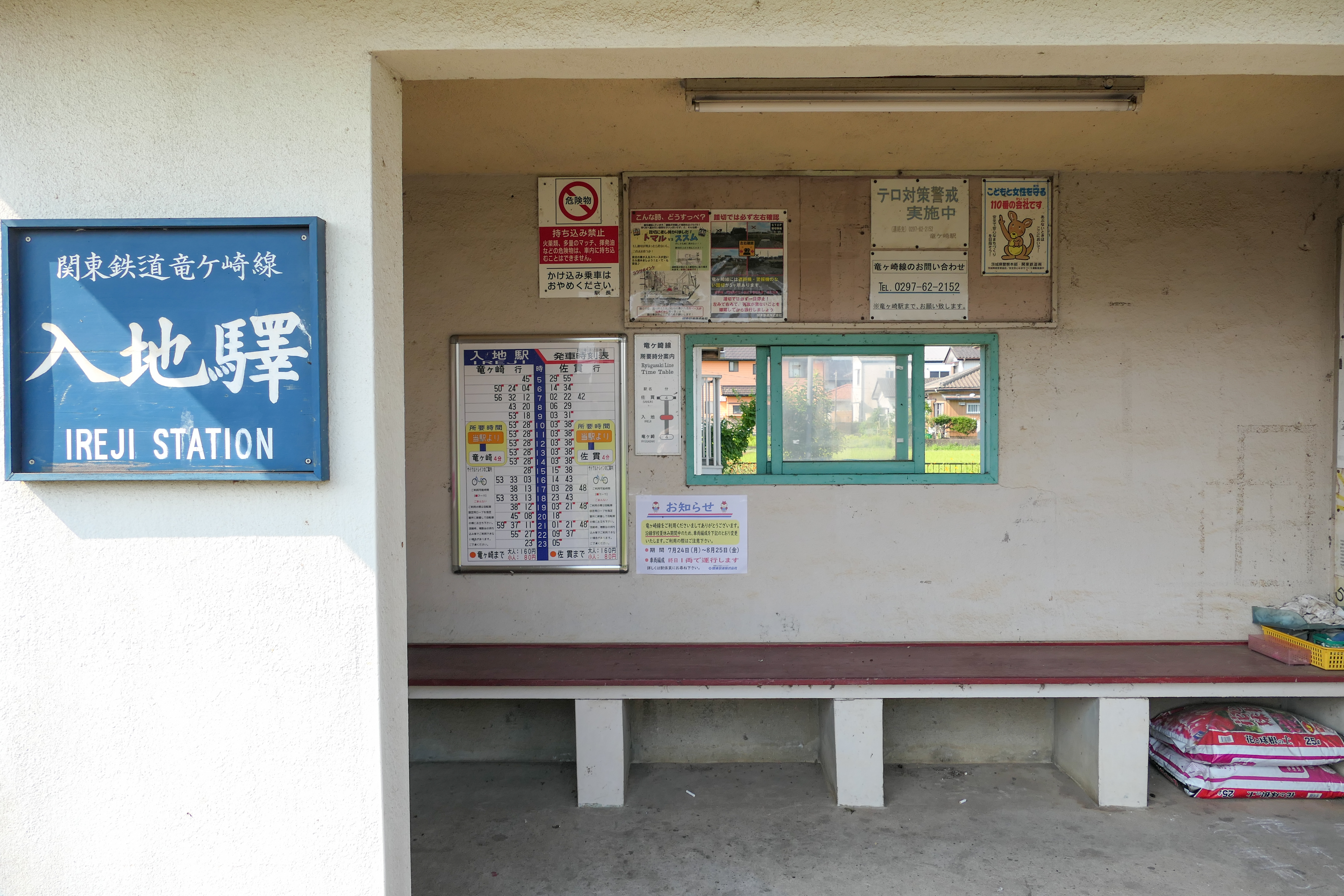
候車室（2023年7月）

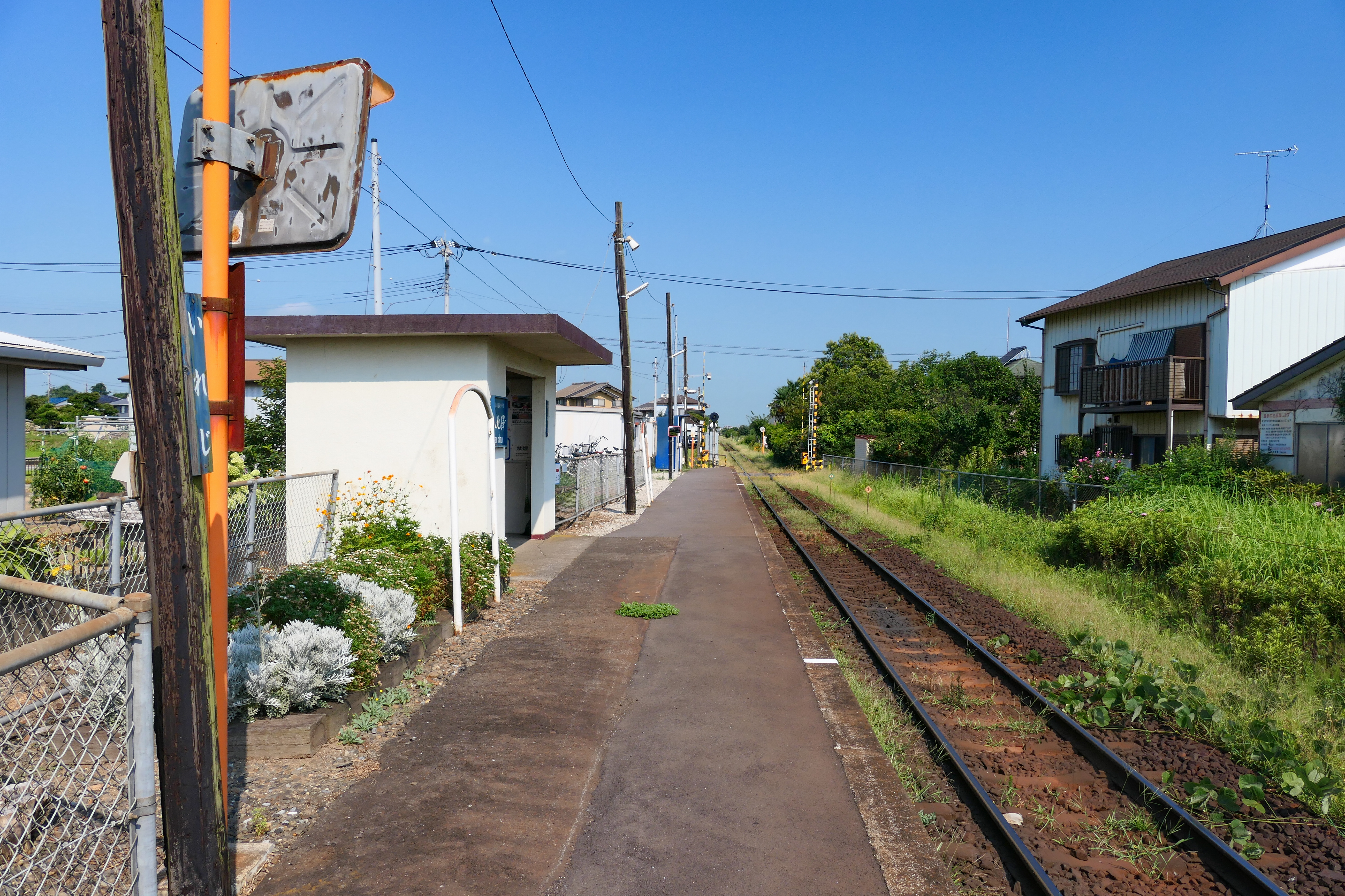
月台（2023年7月）

入地站（日语：／ Ireji eki */?）是位於茨城縣龍崎市入地町351號，關東鐵道的龍崎線車站。

## 歷史
- 1901年（明治34年）1月1日[2][3] - 龍崎鐵道（日语：竜崎鉄道）車站啟用[1]。
- 1944年（昭和19年）5月13日 - 龍崎鐵道與鹿島參宮鐵道（日语：鹿島参宮鉄道）合併，成為鹿島參宮鐵道龍崎線車站[1]。
- 1965年（昭和40年）6月1日 - 與鹿島參宮鐵道（日语：鹿島参宮鉄道）合併，成為關東鐵道龍崎線車站[1]。
- 日期不詳 - 交會設備廢止。
- 2009年（平成21年）3月14日 - 此站可以使用IC卡PASMO[1]。

## 車站構造
此站是龍崎線唯一中間車站。此站是地面車站，設有1面1線的單式月台。此站是無人車站。曾經此站設有列車交會設備。現時的路軌遺址變成空地，月台的遺址變成住宅。
車站沒有車站大樓。月台上設有沒有門的候車室。在2009年（平成21年）3月14日，此站開始可以使用IC卡PASMO，車站內設置了IC卡簡易閘機。
此站沒有自動售票機、乘車站證明票發行機和廁所。此站沒有IC卡增值功能。
乘務員（列車司機）不會取收車票，乘客需要把車票投入車站內的回收箱。此站是龍崎線的中途車站，也是同線中唯一使用這樣的處理車費方式。
路軌後方設有「花卉項目」，該處設有由關東鐵道職員種植的大波斯菊田。

## 車站周邊
車站位於小型村落。附近設有田園地帶。此站沒有站前廣場。
車站附近道路比較少街燈。車站向西南方步行約4分鐘可前往幹線道路（茨城縣道5號龍崎潮來線），該處設有餐廳。
東北約500米設有田園地帶、龍崎新城的住宅區和平台（日语：／）。該住宅區設有前往佐貫站方向的巴士路線，因此較少人使用此站。

### 北邊（平台方向）
車站北邊靠近路軌處設有約40間建築物。多數為一層高的民居和事業所。在較遠的地方為田園地帶。
- 廣瀨理容所（入地）

### 南邊（川原代方向）
車站南邊沿路軌和縣道龍崎潮來線都設有村落。從此站前往佐貫站的路上設有入地、中坪、西道内、芳黃、紅葉內的村落。大部分為一層高的民居，部分設有為公寓、餐廳和事業所。
車站南邊設有一間鰻魚料理店。在龍崎市內有許多鰻魚料理店，被稱為「鰻魚飯發明之地」，尤其是在牛久沼畔。但是此站附近只有一間鰻魚料理店。在縣道南方設有田園地帶。
另外，縣道上設有巴士站，但是由於停靠的巴士路線均與龍崎線並行，因此沒有轉乘資訊。
公共
- 龍崎市立川原代小學（西道內）
- 龍崎市川原代社區中心（西道內）

運輸
- 關東鐵道「川原代小學前」巴士站 - 龍崎潮來線上（中坪）。
- Mr. Tireman - 竜ヶ崎潮来線上（西道內）
- 大和運輸龍崎川原代中心 - 龍崎潮來線（芳黃）

飲食
- 鰻中川 - 龍崎潮來線上（入地）
- 食事處Kasuri - 龍崎潮來線上（中坪）

医療
- 富山齒科診所（中坪）
- 飯田矯正齒科診所（紅葉內)
- 高橋耳鼻咽喉科（紅葉內)

宗教、祭禮
- 川原代八幡神社（西道內）
- 大杉神社（芳黃）
- 菅原紀念館 - 龍崎潮來線上（中坪）

## 相鄰車站
關東鐵道
■龍崎線
佐貫－入地－龍崎

## 注腳
1. 1 2 3 4 5  曾根悟（監修）. 朝日新聞出版分冊百科編集部（編集） , 编. . 週刊朝日百科. 21号 関東鉄道・真岡鐵道・首都圏新都市鉄道・流鉄. 朝日新聞出版. 2011-08-07: 7–12 （日语）.
2. 1 2  今尾惠介監修《日本鉄道旅行地図 3号 関東1》新潮社，2008年，p.40
3. 1 2  『明治34年 茨城県統計書』（國立國會圖書館數碼化收藏）
4. ↑  関東鉄道 駅別乗降人員 （页面存档备份，存于）（日語）

## 外部連結
- 入地站 | 車站案內 （页面存档备份，存于）（日語） - 關東鐵道